# 新郷村立西越小学校
新郷村立西越小学校（しんごうそんりつ さいごししょうがっこう）は、青森県三戸郡新郷村西越にあった公立小学校。

## 沿革
- 1874年（明治7年）12月 - 手習い所が西越小学校になり、創立。
- 1882年（明治13年）10月 - 沢口（現役場支所）に校舎新築、西越尋常小学校と改称（修業年限4年）。
- 1886年（明治19年）4月 - 西越尋常小学校と改称。
- 1899年（明治32年）4月 - 修業年限4年と高等科を併置、西越尋常高等小学校と改称。
- 1907年（明治40年）2月 - 校舎全焼、役場と風張仁平氏宅で分散授業を行う。
- 1908年（明治41年）11月1日 - 横沢分教場を設置、横沢竹吉氏宅にて授業を始める。
- 1910年（明治43年）9月 - 向に校舎を新築し、移転する。
- 1912年（大正元年）12月 - 横沢分教場を新築する。
- 1935年（昭和9年） - 講堂新築落成。
- 1941年（昭和16年）4月1日 - 国民学校令により、西越国民学校と改称。尋常科は初等科となる。
- 1947年（昭和22年）4月1日 - 新学制（6・3・3制）施行により、野沢村立西越小学校と改称、横沢分教場は横沢分校と改称。同日、野沢中学校を併置し、高等科生を中学校に移籍。
- 1955年（昭和30年）
  - 1月22日 - 中崎冬期分校を設置する。
  - 7月29日 - 野沢村（手倉橋地区を除く）と戸来村が合併し、新郷村誕生により、新郷村立西越小学校と改称。
  - 日付不明 - 創立80周年記念式典を行う。
- 1961年（昭和36年）4月 - 横沢分校が独立して、清水小学校となる。
- 1962年（昭和37年）5月 - 野沢中学校舎増築。
- 1963年（昭和38年）7月 - 野沢中学校校舎に移転。
- 1964年（昭和39年）
  - 1月18日 - 野沢中学校独立校舎新築移転。
  - 12月x日 - 創立90周年記念式典を行う。
  - 12月20日 - 校歌制定。
- 1969年（昭和44年）
  - 9月28日 - 給食調理室着工。
  - 11月5日 - 給食調理室竣工。
  - 11月20日 - 給食調理室の試運転開始。
  - 12月1日 - おかず給食開始。
- 1970年（昭和45年）1月20日 - 完全給食開始。
- 1972年（昭和47年）11月 - 中崎冬期分校が廃止となる。
- 1974年（昭和49年）9月 - 創立100周年記念式典を行う。
- 1982年（昭和57年）9月 - 新校舎建築起工式（地鎮祭）を行う。
- 1983年（昭和58年）11月21日 - 新校舎落成、体育館新築移転し、落成記念式典を開く。
- 1987年（昭和62年）8月 - 西越小・野沢中PTAから相撲場寄贈される。
- 1996年（平成8年）4月 - 清水小学校を統合。横沢地区にスクールバスの運行を開始する。
- 1997年（平成9年）3月 - 西越小学校少年消防クラブが結成される。
- 1999年（平成11年）1月 -  西越小・野沢中PTAから、西越小学校の新校旗製作され、寄贈される。
- 2006年（平成18年）
  - 4月 - 1年、2・3年(複式)、4・5年(複式)、6年の4学級編制でスタートする。
  - 9月 - 中崎、松屋敷、郡司の各地区から通う児童を対象にスクールバスの運行を開始する。
- 2013年（平成25年）4月 - 1・2年（複式）、3・4年（複式）、5・6年（複式）の3学級編制でスタートする。
- 2020年（令和2年）
  - 5月16日 - 野沢中学校との最後の合同運動会開催[1]。
  - 11月7日 - 本校体育館にて、閉校式挙行[2]。
- 2021年（令和3年）
  - 3月19日 - 最後の卒業式挙行。最後の卒業生は13名。なお、新型コロナウイルス感染拡大の影響で、教職員と卒業生の保護者のみの式参加となった[3]。
  - 3月31日 - 戸来小学校（統合後は「新郷小学校」と改称）に統合され、閉校[4]。

## 学区
- 概ね旧野沢村域の広範囲。

## アクセス
- 新郷村役場から、車で約5.8km・約10分。
- 新郷村営バス「西越」バス停下車後、徒歩約950m・約14分。

## 周辺
- 新郷村立野沢中学校 - 同一建物内で、かつ主な進学先でもある。
- 青森県道45号十和田三戸線
- 青森県道218号栃棚手倉橋線
- 西越郵便局

## 参考資料
- 『青森県教育史 別巻』（青森県教育委員会・1973年12月20日発行）「学校沿革 小学校」865頁～866頁「西越小学校」